# إل فيزو (قرطبة)
بلدية إل فيزو (بالإسبانية: El Viso)‏، هي إحدى بلديات مقاطعة قرطبة إحدى مقاطعات إسبانيا، و التي تقع في منطقة الأندلس جنوب إسبانيا.
يبلغ عدد سكانها 2.824 نسمة وفقاً لإحصائية سنة (2007).